# Leyes de España
Son leyes de España todas las normas con rango de ley que están o han estado vigentes en el Reino de España a lo largo de sus distintos periodos históricos y/o constitucionales. 
Desde la Constitución española de 1978, las leyes de España pueden revestir diversas formas que difieren en función del órgano de aprobación y de los requisitos formales necesarios para ello.

## Ley orgánica y ley ordinaria
La ley orgánica, frente a la ley ordinaria, es aquella prevista en la Constitución Española de 1978 que requiere el voto favorable de la mayoría absoluta de los miembros del Congreso de los Diputados en una votación final sobre el conjunto del proyecto de ley aprobado por el Consejo de Ministros.

## Real decreto ley
Tiene la misma fuerza que una ley ordinaria, pero es aprobado por el Gobierno de España por motivos de urgencia. Se llaman real decreto ley, ya que son sancionados y promulgados por el rey, como jefe del Estado. Debe refrendarse por las Cortes Generales en un plazo no superior a 30 días. Si las Cortes denegaren su aprobación, decaería automáticamente el real decreto ley.

## Real decreto legislativo
Aprobado por el Gobierno de España bajo delegación expresa previa de las Cortes, para que regule una determinada materia acotada de antemano. Puede tomar dos formas:

### Texto refundido
En los decretos legislativos que aprueban Textos refundidos, la delegación parlamentaria se establece en una ley ordinaria y el gobierno se limita a refundir textos legales preexistentes. Con estas normas no se efectúa ninguna innovación jurídica. Tienen rango de ley como los textos articulados. La ley de delegación se limita a establecer la finalidad y el alcance de la refundición de los textos legales preexistentes a que se refiere.

### Texto articulado
En este caso la delegación parlamentaria en el Gobierno se realiza mediante una ley de bases, en la que se establecen con precisión el objeto y el alcance de la delegación, así como los principios y criterios que han de seguirse por el gobierno al desarrollarlos. Estos decretos tienen el mismo valor que la ley, pero a diferencia de esta no pueden tener carácter retroactivo.
Estos dos casos de delegación legislativa deben otorgarse de forma expresa, para una materia concreta y con fijación de un plazo para su ejercicio. Pasando este plazo, la delegación debe entenderse caducada. La delegación se agota con la publicación del decreto legislativo correspondiente por el Gobierno.

## Ley autonómica
En el tipo de Estado que estructura la Constitución vigente, las Cortes Generales han dejado de ostentar el monopolio de la producción normativa con rango de ley para compartirlo con las comunidades autónomas. La ley autonómica es aprobada por el Parlamento autonómico de una comunidad autónoma de España, para regular una materia en el marco de sus competencias.
Dentro del género legal, se pueden distinguir diversos tipos de leyes. En primer lugar, aquellas que proceden de órganos parlamentarios distintos a las Cortes Generales, como es el caso de las leyes autonómicas. Se trata de fuentes sometidas al mismo régimen jurídico que la ley de las Cortes Generales y entre las que existen a su vez diferenciaciones procedimentales que no se manifiestan, sin embargo, en tipos específicos. La ley autonómica es, por tanto, un tipo genérico con independencia de los requisitos que, en relación con materias concretas, se establezcan en los Estatutos de Autonomía para su aprobación.
Una fuente intermedia entre el ordenamiento general del Estado y los ordenamientos autonómicos es el Estatuto de Autonomía. Se trata de una ley que no puede considerarse como una ley simple de las Cortes Generales (en este caso orgánica). Los Estatutos constituyen un tipo específico dentro del género ley.
También tienen rango de Ley aquellas normas anteriores a la Constitución vigente que, en su momento, fueron aprobadas con ese rango de acuerdo con la normativa en vigor. Algunos casos de normas con rango de Ley anteriores a la Constitución son el código civil de España o el código de comercio de España.waza